# Мирко Петрович-Негош
Мирко Петрович (19 августа 1820, Негуши — 20 июля 1867, Цетинье) — воевода Черногории, старший брат князя Данило и отец короля Николы.

## Деятельность
Во время нападения Омер-паши (1853) Петрович с малым войск засел в монастырь Острог, и при самых неблагоприятных условиях, противостоял турецким войскам. Прославлен за свою первую победу в Грахово (май 1858) и за войны с турками 1862. После битвы в Грахово, князь Данило наградил его медалью и тонким мечом, и присвоил ему титул великого воеводы граховского. Мирко, как правило, был эгоистичен, мстителен и жесток. В Черногории, его жесткий режим вызвал многочисленные протесты и бунты и внёс значительный вклад в убийство князя Данилы (1860) и в отступничество Луки Вукаловича (1862). Турецкое правительство обвиняло его в повстанческих действиях сербских племен против Турции. Поэтому турки попросили в 1862 Петровича мирно оставить Черногорию. Через посредничество великих держав, на этот запрос был дан отказ. Воевода Мирко был хорошим гусляром и пел произведения про героев боев против турок. Эти произведения были собраны как сборник "Јуначки Споменик" и опубликован в 1864 в Цетинье.